# Zinovi Pechkoff
Zinovi Alekseïevitch Pechkov ou Pechkoff (en russe : Зиновий Алексеевич Пешков, ISO 9 : Zinovij Alekseevič Peškov ; 16 octobre 1884 à Nijni Novgorod - 27 novembre 1966 à Neuilly-sur-Seine) est un général et diplomate français d'origine russe, ainsi que le frère aîné du révolutionnaire et homme politique russe Iakov Sverdlov.

## Le protégé de Gorki
Né sous le nom de Yeshua Zalman Sverdlov (nom russifié : Zinovi Mikhaïlovitch Sverdlov, Зиновий Михайлович Свердлов), le futur Zinovi Pechkoff voit le jour au sein d’une famille juive de Nijni Novgorod. Son père Mikhaïl Izraïlevitch (1846?-1921) est un chaudronnier et graveur sur cuivre itinérant relativement prospère, lui-même originaire de la région de Białystok, en Pologne, aux confins des frontières actuelles biélorusse et lituanienne. Sa mère, Elisabeth Solomonovna Averbach (1864-1900), est apparentée aux familles commerçantes d’une cité qui connaît depuis le début du XIXe siècle un vigoureux développement économique.
La génération de Zinovi est emblématique de la destinée des familles juives situées au contact des empires centraux à la charnière des XIXe et XXe siècles. En effet, des huit enfants connus de Mikhaïl et d’Elisabeth, une partie s’établira en Russie soviétique — parfois en adoptant le nouveau régime — tandis que le reste, ayant fait le choix de l’émigration, fera souche, après un passage en Europe occidentale, aux États-Unis. Ainsi, Sarah, la sœur aînée, née à Polotsk près de Vitebsk en Biélorussie en 1876, émigre à New York dès 1913. Elle y décède en 1947. Zinovi, le plus âgé des garçons, né en 1884, est suivi par Iakov, futur collaborateur de Lénine. Après ces deux frères au destin singulier et opposé, viennent plusieurs garçons et filles qui se sépareront à leur tour par la politique et l’émigration.
Peu enclin à suivre des études, prêt dès son adolescence à toutes les aventures, le jeune Zinovi traîne dans les rues de Nijni Novgorod, aux lisières de la légalité, fréquentant des voyous alors nombreux au bord de la Volga. En 1896, le salut vient de sa rencontre avec un personnage qui possédait sans doute des liens avec la famille Sverdlov sans qu’on connaisse la nature exacte de ces relations. Originaire de la région où il est assigné à résidence (Nijni Novgorod, sa ville natale, est à 100 kilomètres au nord d’Arzamas où il est exilé), Maxime Gorki — qui a alors 28 ans — prend sous sa protection le jeune Zinovi dont il voit sans doute une sorte de double de sa personnalité et un reflet décalé de son propre parcours. Leurs chemins ne vont plus se séparer.
Sverdlov adopte l’idéalisme et la foi dans le progrès social de son ami, lequel partage résolument l’existence des humbles, matière respectée et célébrée de son œuvre. Gorki organise des réunions, promeut ses idées un peu partout en Russie avec une énergie peu commune. Sorte de secrétaire, « homme à tout faire », Zinovi lui apporte un soutien aussi fervent qu’efficace. Il partage les arrestations, les emprisonnements décrétés par un régime d’autant plus hostile que Gorki est alors au début d’un immense succès dans et hors de Russie, succès qui s’appuie sur une critique radicale de l’autocratie. Sous la férule de son mentor, le jeune homme, peut-être sur le conseil de Stanislavski, s'essaie à Moscou au théâtre, à l’écriture. Il collectionne aussi les conquêtes féminines et s’ouvre au monde alors qu'il n'a que quinze ans.

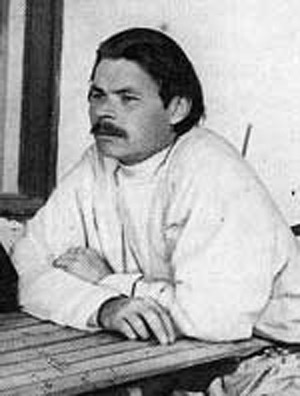
Gorki vers 1900.

L’année 1902 est une date charnière dans les vies croisées de Gorki et de Sverdlov. Elle marque, avec la présentation sur la scène du théâtre d'art de Moscou de la pièce Les Bas-fonds, le premier triomphe de l’écrivain. Au même moment, son élection à l’Académie de littérature — annulée par Nicolas II — événement public important, s'ajoute à un autre plus privé, l’adoption à Arzamas, sous le rite orthodoxe, du jeune Zinovi. Pour contourner la loi qui limite les déplacements et les établissements des Juifs dans l'empire, mais aussi pour marquer son lien avec l’écrivain, Zinovi Sverdlov se fait baptiser le 30 septembre 1902 dans l’église de la ville. Il change officiellement de nom, adoptant le véritable patronyme de Gorki, Pechkoff, celui-ci étant son parrain officiel.
Voulant éviter l’enrôlement dans les armées impériales au moment de la guerre russo-japonaise en 1904, Zinovi Pechkoff part à l’étranger. Après la Finlande, l'Angleterre, la Suède, il finit par s'établir au Canada où il exerce de nombreux petits métiers. Peu de détails sont connus de cette vie errante sinon ceux que les lettres adressées à Gorki permettent de connaître. La révolution de 1905 et ses soubresauts poussent l’écrivain à l’exil. En avril 1906, Zinovi retrouve son ami sur un quai de New York, premier pas d’une tournée où les foules se pressent pour écouter ses conférences. Malheureusement, l’opinion américaine d’abord charmée par les capacités oratoires de Gorki, auxquelles le truchement de Pechkoff donnent un relief pittoresque, est rapidement retournée lorsqu’elle apprend, sans doute informée par la police tsariste, que l’écrivain voyage non pas avec sa femme mais avec sa maîtresse, Maria Andreïeva. Persona non grata, il faut à Gorki, qui est expulsé de son hôtel, trouver un pied à terre improvisé à New York. Dès octobre, il quitte les États-Unis pour l’Italie, laissant Zinovi sur place.

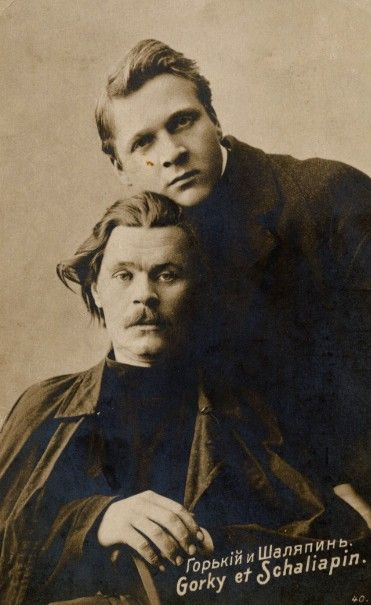
Gorki et Chaliapine.

Après une année d’errance à travers le Pacifique, par San Francisco et la Nouvelle-Zélande, Pechkoff rejoint son père adoptif en Italie en mai 1907. Cette époque est celle de « l’École de Capri » particulièrement formatrice pour lui car se pressent à la villa Blaesus de nombreux intellectuels et artistes (Chaliapine, par exemple, déjà rencontré en Russie) mais aussi tous les révolutionnaires bolchéviques alors exilés — Lénine, Bogdanov, Lounatcharsky, Bazarov, etc. —généreusement reçus par l’écrivain qui assume tous les frais de ces séjours dans lesquels théorie et action politique s’associent quotidiennement pour le plus grand danger de l’empire tsariste.
Zinovi, plus que jamais secrétaire de Gorki, organise cette vie collective, veille aux détails, profite aussi pleinement des rencontres exceptionnelles dont il est le témoin. Il côtoie Lénine qu'il apprécie peu et dont il indiquera plus tard que ses relations avec Gorki étaient compliquées par des opinions souvent divergentes. C’est à cette époque, en octobre 1910, alors qu'il séjourne à La Spezia chez Alexandre Amfiteatrov (en), sans qu'on en connaisse les détails exacts, qu'il épouse la fille d'un colonel cosaque, Lydia Bourago (1889-1966) cinq jours après la première rencontre. Il émigre avec elle aux États-Unis où il peine à se faire une situation. Peu après, la séparation est consommée. De ce court mariage, Pechkoff a eu une fille, Élisabeth, dont le destin reste mal connu.
Il retourne en 1913 à Capri où il reprend ses activités auprès de Gorki, lequel peu après, profitant de l'amnistie offerte par l'empereur aux écrivains coupables de délit d'opinion, rentre en Russie. La guerre mondiale surprend Zinovi en Italie en août 1914. Comme en 1905, il n'a aucune envie de servir le tsar. Sans qu'on puisse en connaître les raisons profondes — il n'a pas eu de liens particuliers avec la France durant son exil hors de l'Empire, ayant plutôt résidé outre-Atlantique et en Italie — il se rend au consulat de France à Gênes pour s'engager dans la Légion étrangère.

## Le héros de la Légion étrangère
Guidé vers le poste de recrutement de Nice, il est incorporé le 31 août 1914 comme « engagé volontaire pour la durée de la guerre » (EVDG) (la guerre est déclarée depuis le 3) au bataillon de marche du 1er régiment étranger. Deux mois suffisent pour équiper et former les volontaires en ce début de conflit. Pechkoff qui s'est distingué — il connaît outre le russe, le français, l'anglais, l'italien et l'allemand, ce qui peut servir dans une troupe où se regroupent des hommes du monde entier — est nommé 1re classe le 21 octobre 1914. Dans les premiers jours de novembre, il part pour le front en Champagne. Nommé caporal le 1er avril 1915, il commande une escouade. Quelques jours plus tard, en mai 1915, lors des combats menés par sa division devant Arras, il est grièvement blessé. Lors de la prise de Carency,, une balle lui fracasse le bras alors qu'il est à la tête de ses soldats.
Soigné près du front, il doit à son énergie de trouver son salut vers l'arrière. Réussissant à emprunter un train, il se retrouve à l'hôpital américain de Neuilly où l'amputation le sauve, in extremis, de la mort. Décoré (il a reçu la médaille militaire le 28 août 1915 et la croix de guerre), le caporal Pechkoff est ensuite réformé puis pensionné. Il repart alors pour l'Italie. Introduit dans la haute société où il fait sensation, il présente des conférences sur les horreurs de la guerre, conférences probablement inspirées des séances organisées avec Gorki quelques années plus tôt et qui ont un grand succès public. Il retrouve ensuite Paris. Le 22 juin 1916, Pechkoff signe un nouvel engagement, « pour la durée de la guerre » comme 2e classe. Il est détaché à la 20e section d'État-Major. À Paris, il rencontre Philippe Berthelot, le secrétaire général du ministère des Affaires étrangères, qui saisit ce que ce jeune mutilé bardé de décorations peut apporter en termes de propagande auprès des pays neutres, en premier lieu aux États-Unis, région que Pechkoff connaît bien, puis au Canada.
Convaincu de l'intérêt de cette stratégie, le ministre des Affaires étrangères, Briand envoie Zinovi auprès de l'ambassadeur de France, Jusserand, avec le grade d'« interprète de 3e classe (lieutenant) à titre temporaire pour la durée de sa mission ». Au titre de cette charge, il est placé en sursis d'appel jusqu'au 10 janvier 1917. Au bout de neuf mois, Pechkoff rentre à Paris mission accomplie. En avril 1917, le président Wilson fait voter la déclaration de guerre par le Sénat. Les États-Unis rejoignent les alliés dans le conflit.
À cet instant, l'attention diplomatique se porte sur le continent européen. Promu « officier interprète de 2e classe » (capitaine) le 13 mai 1917, Pechkoff assiste aux évènements qui plongent la Russie dans la révolution. En mai, le gouvernement envoie une mission auprès du Gouvernement provisoire. Il est alors sollicité pour l'accompagner, l'objectif étant pour la France de convaincre le nouveau pouvoir russe de poursuivre la guerre contre l'Empire allemand. Ce retour aux sources est pour Zinovi l'occasion de renouer avec son pays natal et sa famille. Par son frère Iakov il a des contacts avec les Bolchéviques mais ne partage en aucune manière leur point de vue. Il voit aussi probablement son frère Vienamine et ses sœurs restées en Russie, tous favorables à la révolution. Les contacts avec Gorki sont froids mais ce climat ne remet pas en cause la solide amitié qui lie les deux hommes.
La prise du pouvoir par Lénine en octobre est rapidement suivie en décembre par l'armistice de Brest-Litovsk qui met fin à la guerre russo-allemande, ce qui signe l'échec de la mission diplomatique française. Zinovi rentre à Paris mais le gouvernement français, conscient des capacités diplomatiques du capitaine Pechkoff, l'envoie aussitôt conseiller les Armées blanches sur tous les fronts de la guerre civile qui ensanglante alors la Russie. Il est promu chef de bataillon à titre temporaire pour la durée de la mission pour compter du 9 décembre 1918. Il rencontre ainsi l'ataman des cosaques Semenov à partir de Vladivostok, puis l'amiral Koltchak en Oural pour l'aider à réorganiser son armée. La défaite de ce dernier, l'envoie en février 1920 au Caucase où il tente vainement de jouer un rôle auprès du général Wrangel. La victoire définitive de l'Armée rouge sur les Blancs en novembre oblige Pechkoff à rentrer en France.
À cette époque encore, Pechkoff est un homme à la mode, « lancé » selon l'expression du temps, qui est reçu dans les plus grandes maisons en compagnie de la princesse Salomeïa Nikolaïevna Andronikova qu'il a rencontrée dans le Caucase, ramenée en Europe et qui partage sa vie. Il est nommé capitaine à titre définitif par décret du 14 janvier 1920. Il est affecté au 1er régiment étranger. Il fait un court séjour au 24e régiment d'infanterie de juin 1920 à janvier 1921. Il est détaché au ministère des Affaires étrangères pour être envoyé aux États-Unis le 21 janvier 1921. Rentré le 25 mai, il reste détaché comme secrétaire de la délégation française de la commission internationale pour la Russie. Toujours lié à la Russie, Zinovi, secrétaire général d'une organisation « contre la famine », relaie l'appel désespéré de Gorki auprès de la presse du monde entier pour obtenir de l'opinion internationale une aide alimentaire pour son pays. Cette campagne — et le séjour que l'écrivain débute alors en Allemagne où il se fait soigner — rapprochent le père et son fils adoptif.
En mai 1922, il est mis à la disposition du maréchal Lyautey, commandant des troupes du Maroc pour une affectation à l'état-major de Meknes. Puis il est affecté au 4e régiment étranger d'infanterie le 17 février 1923, où il commande la 12e compagnie. Une fois encore, tout, dans cette nomination, est étonnant. Pechkoff, qui ne sera naturalisé français que l'année suivante, retrouve la Légion étrangère avec le grade de chef de bataillon alors même qu'il ne possède aucune formation de commandement et aucune expérience à ce poste. Quoi qu'il en soit, il sait relever le défi. Le « manchot magnifique » tel que le surnomment ses soldats mène ses troupes au combat avec vaillance. En juin 1925, il est blessé à la jambe gauche lors d'une attaque (combat de Bab Taza), « par symétrie » dit-il en montrant la manche droite de son uniforme inutile depuis dix ans.
Zinovi, qui ne cesse de conserver ses liens avec les Affaires étrangères, alterne des périodes de commandement avec des missions diplomatiques. Son séjour à l'ambassade de France aux États-Unis de 1926 à 1929 ne l'empêche pas de rendre visite à Gorki à Sorrente, lors de permissions, avant le départ définitif de l'écrivain pour l'URSS. Entre 1930 et 1936, lors de plusieurs séjours entrecoupés de commandements au Maroc, il joue un rôle important au Levant notamment en intervenant auprès de groupes chiites du Gabal ‘Amil (actuel Liban-Sud). À cette époque, il rencontre sa deuxième épouse, Jacqueline Delaunay-Belleville, veuve d'un diplomate, mais ce mariage, comme le précédent, est rapidement dissous. À la veille du conflit mondial, le chef de bataillon Pechkoff commande une unité au Maroc, chef plein de panache et de vigueur dont la célébrité lui vaut de côtoyer régulièrement de nombreuses personnalités, gens du monde ou journalistes. C'est dans cette position d'Afrique du Nord, commandant du 3e bataillon du 2e régiment étranger, qu'il apprend l'effondrement des troupes françaises face à la Wehrmacht, en mai 1940.

## Le diplomate gaulliste
Après avoir entendu l'appel du 18 Juin du général de Gaulle alors réfugié à Londres, il décide de le rejoindre. Son projet réussit mais ses premiers contacts avec le chef de la France libre sont difficiles. Toutefois, à la fin de 1941, de Gaulle le promeut au grade de colonel (il est resté près de 20 ans chef de bataillon) et l'envoie en mission en Afrique du Sud où il organise le transport d'armement à destination des troupes alliées, tout en gardant un œil sur Madagascar, relativement proche. Comme souvent, Pechkoff réussit à établir des relations de confiance avec le chef des armées dans la région, le général Smuts. L'occupation britannique de la Grande Île précipite les événements. Peu intéressé par une intervention critique et polémique auprès des Anglais qu'il apprécie, Zinovi obtient alors d'être envoyé en Afrique occidentale britannique, à Accra (Ghana), de décembre 1942 à février 1943 puis en mission à Alger entre février et avril 1943.
Nommé général de brigade en avril 1944 (puis rapidement promu général de division et enfin élevé au rang et appellation de général de corps d'armée), Pechkoff est envoyé comme délégué du Comité français de libération nationale en République de Chine auprès de Tchang Kaï-chek qui vient de rompre avec Vichy. Arrivé à Chongqing, nouvelle capitale du pays du fait de l'occupation japonaise, Zinovi doit gérer la présence d'une autre mission française émanant du général Giraud, concurrence qu'il sait avec souplesse marginaliser. Ambassadeur en novembre 1944, sa présence, une fois de plus, lui donne l'occasion de démontrer de sa capacité à se faire apprécier des dirigeants de toutes origines qui se pressent nombreux dans une Chine en pleine révolution.
Après cette période chinoise, Pechkoff est nommé en 1946 ambassadeur de France au Japon (ou plus précisément chef de la mission française de liaison auprès du commandant supérieur allié en Extrême-Orient),. Il côtoie le général Mac Arthur qu'il admire tandis qu'en retour le héros de Guadalcanal ne peut cacher l'intérêt qu'il éprouve envers cet officier qui lui en impose par son atypisme. Soucieux de ménager le vaincu, le diplomate s'attache à créer des liens de confiance avec le gouvernement japonais, ce qu'il réussit peu à peu à obtenir au long de son mandat. En 1950, le général Pechkoff est mis à la retraite, remplacé par Maurice Dejean. Il quitte le Japon pour un retour définitif à Paris. Deux ans plus tard, le gouvernement l'élève à la dignité de grand croix de la Légion d'honneur (il est chevalier depuis 1917, officier depuis 1926, commandeur depuis 1938 et grand officier depuis 1946), remise par le président Vincent Auriol le 14 octobre 1952, distinction qui touche au plus profond de lui-même le jeune voyou de Nijni Novgorod.
Le retour aux affaires du général de Gaulle en mai 1958 ravit le général Pechkoff qui a toujours apprécié le chef de la France libre. En retour, le chef de l'État n'oublie pas son fidèle allié des temps difficiles. Il le charge de diverses missions diplomatiques avant de l'envoyer en 1964 auprès de Tchang Kaï-chek. La France ayant décidé de soutenir la Chine populaire — c’est-à-dire la reconnaître diplomatiquement — l'annonce de ce retournement doit se faire avec le plus de respect possible pour le vieux maréchal réfugié à Taïwan. Le choix de Zinovi est un hommage croisé rendu à ces deux soldats au destin exceptionnel.
Zinovi Pechkoff meurt à Paris en novembre 1966. Ses cendres reposent au cimetière russe de Sainte-Geneviève-des-Bois. Sa tombe porte à sa demande la seule inscription suivante : « Zinovi Pechkoff Légionnaire ».

## Œuvres
La Légion étrangère au Maroc, Éditeur Marcelle Lesage, 1927. Avec une préface d'André Maurois. L'auteur a écrit ce livre en 1925 lorsqu'il était à l'hôpital militaire de Rabat, soigné pour sa blessure au pied gauche reçue en combattant les Rifains.

## Archives
Les « papiers Zinovi Pechkoff » sont conservés aux Archives diplomatiques sous la cote 249PAAP.

## Sources
- Képi blanc et Division histoire et patrimoine de la Légion étrangère.
- ESS établi lors de sa libération par limite d'âge le 20 août 1940.
- J. Delmas, « Légionnaire et diplomate, le capitaine Zinovi Pechkoff », Revue historique de l'armée,  no 2, 1968.
- Who's who in France, 4e édition, notice « Zinovi Pechkoff », 1959-1960.